# Gociante Patissa
Gociante Patissa (nascido na Comuna do Monte Belo, município do Bocoio, província de Benguela, Angola, em 17 de dezembro de 1978) é um escritor e jornalista angolano.
Com licenciatura em Linguística/Inglês pela Universidade Katyavala Bwila (Instituto Superior de Ciências da Educação), é membro efectivo da União dos Escritores Angolanos. Iniciou na comunicação e literatura em 1996, colaborando no programa infantojuvenil "Comboio da Amizade" da Televisão Pública de Angola.
Integra o Conselho Editorial da Gazeta Lavra & Oficina, veículo tradicional da UEA de artes, letras e análise, sendo o editor-chefe da terceira temporada. Foi colaborador do Jornal Cultura, veículo angolano de artes e letras, da Edições Novembro. Foi distinguido com o Prémio Provincial de Benguela Cultura e Artes 2012, na categoria de Investigação em Ciências Sociais e Humanas.
Tem livros de contos publicados em Angola, no Brasil e em Portugal e está representado em diversas antologias de poesia e contos. Participou em eventos literários internacionais como escritor e linguista em Israel, Alemanha e Brasil .

### Participação em antologias
- Angola 40 Anos – 40 contos – 40 autores – Mayamba Editora, Luanda, 2015 ISBN 9789897610707
- Pássaros de asas abertas – antologia de contos angolanos – A.23 Edições & União dos Escritores Angolanos. Lisboa, Portugal, 2015 ISBN 9789897622069
- Di Versos – poesia e tradução, nº 22 – Edições Sempre-em-pé, Maia, 2015 ISSN 1645474X Erro de parâmetro em {{ISSN}}: ISSN inválido.
- 800 ANOS – O futuro da Língua Portuguesa – Bela e o Monstro, parceria entre o jornal PÚBLICO e o «Movimento-2014», Lisboa, 2014 ISBN 9789898737243
- A Arqueologia da palavra e a anatomia da língua – antologia poética – Movimento Literário Kuphaluxa, Maputo, 2013
- Di Versos – poesia e tradução, nº 18  –  Edições Sempre-em-pé, Maia, 2013 ISSN 1645474X Erro de parâmetro em {{ISSN}}: ISSN inválido.
- Conversas de homens no conto angolano – breve antologia (1980–2010) – União dos Escritores Angolanos, Luanda, 2011 e Clube do Autor, Lisboa, 2012 ISBN 9789897240003